# Dirrhope shawi
Dirrhope shawi är en stekelart som beskrevs av Wu, Chen och Huang 2000. Dirrhope shawi ingår i släktet Dirrhope och familjen bracksteklar. Inga underarter finns listade i Catalogue of Life.